# Meridià 147 a l'oest
El meridià 147 a l'oest de Greenwich és una línia de longitud que s'estén des del pol Nord travessant l'oceà Àrtic, Amèrica del Nord, l'oceà Pacífic, l'oceà Antàrtic, i l'Antàrtida fins al pol Sud.
El meridià 147 a l'oest forma un cercle màxim amb el meridià 33 a l'est. Com tots els altres meridians, la seva longitud correspon a una semicircumferència terrestre, uns 20.003,932 km. Al nivell de l'Equador, és a una distància del meridià de Greenwich de 16.364 km.

## De Pol a Pol
Començant en el pol Nord i dirigint-se cap al pol Sud, aquest meridià travessa:
| Coordenades                               | País, territori o mar      | Notes |
| ----------------------------------------- | -------------------------- | --- |
| 90° 0′ N, 147° 0′ O / 90.000°N,147.000°O  | Oceà Àrtic                 | |
| 72° 47′ N, 147° 0′ O / 72.783°N,147.000°O | Mar de Beaufort            | |
| 70° 18′ N, 147° 0′ O / 70.300°N,147.000°O | Estats Units               | Alaska — Illes Stockton |
| 70° 17′ N, 147° 0′ O / 70.283°N,147.000°O | Mar de Beaufort            | |
| 70° 9′ N, 147° 0′ O / 70.150°N,147.000°O  | Estats Units               | Alaska |
| 60° 56′ N, 147° 0′ O / 60.933°N,147.000°O | Estret del Príncep Guillem | Passa a l'est de l'illa Glacier, Alaska, Estats Units (a 60° 53′ N, 147° 5′ O / 60.883°N,147.083°O) |
| 60° 18′ N, 147° 0′ O / 60.300°N,147.000°O | Estats Units               | Alaska — Illa Montague |
| 60° 15′ N, 147° 0′ O / 60.250°N,147.000°O | Oceà Pacífic               | Passa a l'oest de l'atol Arutua, Polinèsia Francesa (a 15° 17′ S, 146° 53′ O / 15.283°S,146.883°O) · Passa a l'oest de l'atol Kaukura, Polinèsia Francesa (a 15° 39′ S, 146° 53′ O / 15.650°S,146.883°O) |
| 60° 0′ S, 147° 0′ O / 60.000°S,147.000°O  | Oceà Antàrtic              | |
| 76° 0′ S, 147° 0′ O / 76.000°S,147.000°O  | Antàrtida                  | Territori no reclamat |